# 모래성 (1988년 드라마)
《모래성》은 1988년 9월 12일부터 1988년 10월 18일까지 방영된 문화방송 월화 미니시리즈로, 김수현의 동명 소설이 원작이다.
2019년 개국한 MBC ON에서 다시 방영하였고 현재 MBC 홈페이지에서 유료로 시청, 다운로드가 가능하다.

## 출연

### 주요 인물
- 김혜자 : 장현주 역
- 박근형 : 김진현 역
- 김청 : 세희 역

### 그 외 인물
- 이동신 : 이강우 역
- 윤여정 : 김진애 역
- 강부자 : 장영주 역
- 김인태 : 영주의 남편 역
- 김애경 : 세희의 언니 역
- 김영옥 : 강우의 어머니 역
- 오대규 : 김동현 역
- 신윤정 : 김민아 역
- 이재룡 : 영주의 운전기사 역
- 한영숙
- 신충식
- 강미
- 남영진
- 최성관
- 신복숙
- 송일권
- 차재홍
- 이상미
- 구인우

## 결방 사유 및 편성 변경
- 1988년 9월 12일 ~ 9월 13일 : MBC 뉴스데스크가 10분 연장 방송으로 순연되어 10시부터 방영
- 1988년 9월 19일 : MBC 뉴스데스크가 10분 연장 방송으로 순연되어 10시부터 3~4회 연속 방영
- 1988년 9월 20일, 9월 26일 ~ 27일 : 서울 올림피아드 방송으로 결방

## 참고 사항
- 독특한 사건 전개 등으로 시청자들의 큰 관심을 불러일으켰으나 대담함 논출이나 원색적 대사 등으로 혐오감을 준다는 비판이 있었다.[1]
- 2003년 SBS 주말 특별기획 드라마로 리메이크될 예정이었으나 같은 외주제작사(SBS 프로덕션) 작품이었던 일일드라마 《연인》과 일부 내용이 겹쳐 백지화된 바 있다.[2]